# Indernbuch

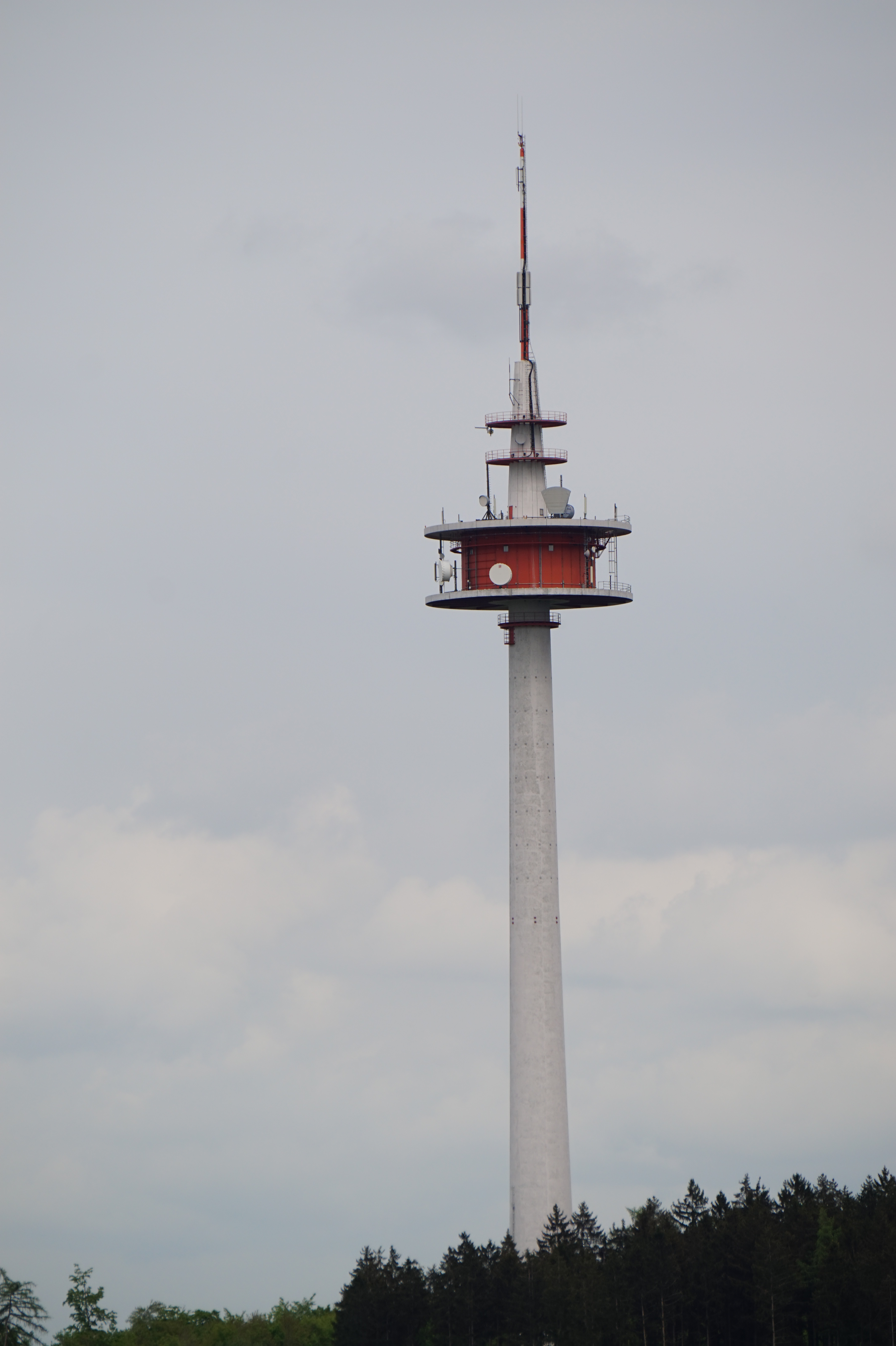
Fernmeldeturm bei Indernbuch

Indernbuch ist ein Gemeindeteil der Gemeinde Burgsalach im Landkreis Weißenburg-Gunzenhausen (Mittelfranken, Bayern). Die Gemarkung Indernbuch hat eine Fläche von 2,478 km². Sie ist in 246 Flurstücke aufgeteilt, die eine durchschnittliche Flurstücksfläche von 10071,81 m² haben. Östlich von Indernbuch, auf dem bewaldeten Büchelberg steht ein 158 Meter hoher Fernmeldeturm der Deutschen Funkturm GmbH aus Stahlbeton. 

## Geografie und Verkehr
Der Ort liegt, umgeben von Feldern und Wiesen, in der südlichen Frankenalb auf dem Jura, etwa 2 km von Burgsalach entfernt. Der Raetische Limes verläuft 700 Meter südwestlich. Die nächste größere Stadt ist das 8 Kilometer westlich gelegene Weißenburg. Die Kreisstraße WUG 13 und einige Gemeindeverbindungsstraßen führen in die umliegenden Ortschaften.

## Geschichte
Indernbuch wurde wohl zu Beginn des 12. Jahrhunderts gegründet – im Innern eines Waldes, wie auch der Name besagt. In der vermutlich ersten urkundlichen Erwähnung aus dem Jahr 1119 wird der Ort als Unnternpuch bezeichnet. Damals wurden der Kirche zu Eichstätt Einkünfte aus einem Hof in Indernbuch geschenkt. Mit diesen Einkünften wurde die 1473 errichtete Kirche finanziert, die 1674 durch Blitzschlag zerstört und nicht wieder aufgebaut wurde. In der Ortsmitte steht heute ein Glockenturm. Die bis dahin selbständige Gemeinde Indernbuch wurde am 1. Juli 1971 im Zuge der Gemeindegebietsreform nach Burgsalach eingemeindet.